# Бальдо (горная группа)
Бальдо (итал.  Baldo) — горная группа в итальянских областях Венеция и Трентино-Альто-Адидже.

## Описание
Горная группа Венецианских Альп протяжённостью 38 км, простирающаяся с северо-северо-востока на юго-юго-запад, ограниченная на севере перевалом Наго и впадиной Лоппио, на востоке — рекой Адидже, на юге — равниной Каприно, на западе — озером Гарда. Перевал Бокка-ди-Навене (1430 м) делит её на Бальдо-Трентино на севере (Альтиссимо-ди-Наго, 2078 м) и Бальдо-Веронезе на юге (Чима-Вальдритта, 2218 м). Обе стороны имеют разный вид: западная крутая по направлению к Гарде, восточная имеет пологие склоны по направлению к вторичному рельефу, представляющему собой отвесные стены в долине Валь-Лагарина.